# Зиморович, Юзеф Бартоломей
Бартоломе́й Зиморо́вич (пол. Józef Bartłomiej Jan Zimorowicz, Юзеф Бартоломей Зиморович-Озимек; родился 20 августа 1597, Львов — умер 14 октября 1677, там же) — галицкий поэт, историк, бургомистр Львова.

## Биография
Бартоломей Зиморович родился в армянской семье из предместья. В 23 года он написал на польском языке свой первый сборник сатирических стихов и лирических песен «Жизнь казаков Лесовских». Тогда же поэт стал работать в львовском магистрате, со временем был избран райцей (то есть, членом рады), получил титул «выдающийся и знаменитый господин». В 1623 году Бартоломей написал свою первую поэму «Памятка из турецкой войны», в которой прославил победу казаков в битве с турками под Хотином. На свою свадьбу в 1629 г. он получил в подарок от младшего брата Шимона Зиморовича поэтический цикл из шестидесяти девяти барочных идиллий под названием «Роксоланки, то есть русские панны».
В течение четырёх десятилетий Зиморович исследовал источники по истории Львова, в конце концов обобщив собранные сведения в латиноязычной работе «Тройной Львов» (лат. Leopolis triplex). Эту первую историю Львова от 1202 до 1633 года автор посвятил «найблагороднейшим мужам, господам радным сената Львовского».
В 1648 году Зиморович был впервые избран бургомистром Львова и в дальнейшем несколько раз побеждал на выборах главы Рады города. Он руководил обороной Львова во время осады города соединённым казацко-русским войском в 1655 году. Поэт описал события Хмельнитчины в сборнике стихов «Идиллии новорусские», которую издал в том же году под именем брата. В 1672 году он руководил обороной города от турок и татар.
Во Львове до 1939 года существовала улица Б. Зиморовича, которая была переименована в 1944 году в улицу М. Лермонтова, а в 1996 — Д. Дудаева.